# Jordi Pons i Sala
Jordi Pons i Sala (Barcelona, 8 de gener de 1950 - 7 de setembre de 1992) va ser un historiador i bibliotecari.
Va néixer amb una greu malaltia visual i de molt jove va perdre la visió. Estudià a l'Escola Sant Gregori fins que va perdre la vista del tot. Llavors va aprendre Braille a la Escuela de Sordomudos y Ciegos, escola situada a la Casa Macaya que la Caixa de Pensions mantenia com a obra social. Un cop va saber braille, va tornar per fer el batxillerat a l'Escola Sant Gregori on va ser exemple d'integració escolar. Va fer estudis de Filosofia i Lletres i es va llicenciar en Historia Moderna i Contemporània a la Universitat de Barcelona (UB) però la seva gran passió era la història antiga. No el van deixar matricular en aquesta branca, ja que en aquell temps els estudis tenien un fort component arqueològic i no es creia que una persona cega els pogués cursar. Es va matricular de totes les assignatures d'història antiga que va poder. Es va especialitzar en epigrafia, concretament en la investigació de la Catalunya romana a través de l'epigrafia, matèria en la qual es va doctorar el juny del 1987 amb la qualificació de cum laude. La tesi Aproximació a la Catalunya romana de l'Alt Imperi : l'evolució del país i la societat de les terres no-litorals a través de l'epigrafia i de les fonts, va ser dirigida per Miquel Tarradell.
Va ser president de l'Associació Recreativa Cultural Esplai (ARCE) des del 1976 fins a la seva dissolució el 1988. Aquesta associació era un espai de trobada, de lleure i de promoció de la cultura per a persones amb discapacitat visual o sense. En el marc d'aquesta associació, l'any 1978 impulsà i organitzà les Primeres Jornades sobre la Problemàtica de la Integració Social dels Cecs i Deficients Visuals a Catalunya.
Fins poc abans de morir va treballar en l'adaptació de la seva tesi en llibre, adequació que no va poder acabar. El llibre, Territori i societat romana a Catalunya : dels inicis al Baix Imperi es va publicar l'any 1994, dos anys  després de la seva mort, en una la revisió per Marc Mayer. El seu germà Ventura Pons li dedicà el capítol 2 del seu llibre Els meus i els altres Barcelona: Proa, 2011.